# Coupe de la division professionnelle bolivienne de football 2023
Navigation
2024
La Coupe de la division professionnelle 2023 (en espagnol : Copa de la División Profesional 2023) est la première édition de la Coupe de la division professionnelle bolivienne. Cette compétition oppose les clubs du Championnat de Bolivie de football 2023.
Le vainqueur se qualifie pour la Copa Libertadores 2024 et le finaliste pour la Copa Sudamericana 2024.
La coupe de la division professionnelle se joue en même temps que le championnat, les matchs de championnat se déroulent les week-end et les matchs de coupe sont joués en milieu de semaine. Les résultats des matchs de groupe sont intégrés dans le classement cumulé de la saison en cours.
Le 5 septembre 2023, la compétition est arrêtée à la suite de soupçons de matchs arrangés. La compétition reprend en octobre.

## Format
Dans cette première édition, les équipes sont réparties dans deux poules de six et une poule de cinq équipes comme il y a 17 participants cette saison. Les équipes se rencontrent deux fois. Les trois premiers des poules de six et les deux premiers de la poule de cinq sont qualifiés pour la phase à élimination directe où les matchs se jouent en aller et retour. La finale se joue sur un seul match sur terrain neutre.

## Compétition

### Phase de poules

#### Groupe A
| Rang | Équipe               | Pts | J  | G | N | P | Bp | Bc | Diff |
| ---- | -------------------- | --- | -- | - | - | - | -- | -- | ---- |
| 1    | Club Bolívar         | 24  | 10 | 8 | 0 | 2 | 24 | 7  | +17  |
| 2    | CD Jorge Wilstermann | 17  | 10 | 5 | 2 | 3 | 20 | 11 | +9   |
| 3    | Royal Pari FC        | 13  | 10 | 4 | 1 | 5 | 14 | 15 | -1   |
| 4    | Libertad Gran Mamoré | 13  | 10 | 4 | 1 | 5 | 10 | 17 | -7   |
| 5    | Real Tomayapo        | 12  | 10 | 3 | 3 | 4 | 7  | 13 | -6   |
| 6    | Oriente Petrolero    | 6   | 10 | 1 | 3 | 6 | 7  | 19 | -12  |

|  | Qualification pour la phase finale |

#### Groupe B
| Rang | Équipe                  | Pts | J | G | N | P | Bp | Bc | Diff |
| ---- | ----------------------- | --- | - | - | - | - | -- | -- | ---- |
| 1    | Club Aurora             | 13  | 8 | 3 | 4 | 1 | 5  | 4  | +1   |
| 2    | The Strongest           | 12  | 8 | 3 | 3 | 2 | 10 | 6  | +4   |
| 3    | Club Deportivo Guabirá  | 11  | 8 | 3 | 2 | 3 | 9  | 7  | +2   |
| 4    | Club Atlético Palmaflor | 10  | 8 | 2 | 4 | 2 | 5  | 5  | 0    |
| 5    | Real Santa Cruz         | 6   | 8 | 1 | 3 | 4 | 4  | 11 | -7   |

|  | Qualification pour la phase finale |

#### Groupe C
| Rang | Équipe                       | Pts | J  | G | N | P | Bp | Bc | Diff |
| ---- | ---------------------------- | --- | -- | - | - | - | -- | -- | ---- |
| 1    | Club Blooming                | 22  | 10 | 7 | 1 | 2 | 16 | 8  | +8   |
| 2    | Club Always Ready            | 15  | 10 | 4 | 3 | 3 | 20 | 17 | +3   |
| 3    | Club Universitario           | 15  | 10 | 4 | 3 | 3 | 17 | 17 | 0    |
| 4    | Nacional Potosí              | 12  | 10 | 3 | 3 | 4 | 20 | 17 | +3   |
| 5    | CD Vaca Díez                 | 12  | 10 | 4 | 0 | 6 | 14 | 21 | -7   |
| 6    | Club Independiente Petrolero | 8   | 10 | 2 | 2 | 6 | 10 | 17 | -7   |

|  | Qualification pour la phase finale |

### Phase finale
|  | Quarts de finale     | Quarts de finale     | Quarts de finale     | Quarts de finale     |               |               | Demi-finales | Demi-finales | Demi-finales | Demi-finales |  |  | Finale                 | Finale | Finale | Finale |
|  |                      |                      |                      |                      |               |               |              |              |              |              |  |  |                        |        |        |        |
|  |                      |                      |                      |                      |               |               |              |              |              |              |  |  | 16 et 18 décembre 2023 |        |        |        |
|  |                      |                      |                      |                      |               |               |              |              |              |              |  |  |                        |        |        |        |
|  | Club Universitario   | Club Universitario   | 1                    | 2(2)                 |               |               |              |              |              |              |  |  |                        |        |        |        |
|  | Club Universitario   | Club Universitario   | 1                    | 2(2)                 |               |               |              |              |              |              |  |  |                        |        |        |        |
|  | Club Bolívar         | Club Bolívar         | 1                    | 2(3)                 |               |               |              |              |              |              |  |  |                        |        |        |        |
|  | Club Bolívar         | Club Bolívar         | 1                    | 2(3)                 | Club Bolívar  | Club Bolívar  | 3            | 0            |              |              |  |  |                        |        |        |        |
|  |                      |                      |                      |                      | Club Bolívar  | Club Bolívar  | 3            | 0            |              |              |  |  |                        |        |        |        |
|  |                      |                      | Club Aurora          | Club Aurora          | 1             | 1             |              |              |              |              |  |  |                        |        |        |        |
|  | Club Always Ready    | Club Always Ready    | Club Aurora          | Club Aurora          | 1             | 1             | 0            | 1            |              |              |  |  |                        |        |        |        |
|  | Club Always Ready    | Club Always Ready    |                      |                      |               |               |              | 1            |              |              |  |  |                        |        |        |        |
|  | Club Aurora          | Club Aurora          | 1                    | 4                    |               |               |              |              |              |              |  |  |                        |        |        |        |
|  | Club Aurora          | Club Aurora          | 1                    | 4                    | Club Bolívar  | Club Bolívar  | 2            | 1            |              |              |  |  |                        |        |        |        |
|  |                      |                      |                      |                      | Club Bolívar  | Club Bolívar  | 2            | 1            |              |              |  |  |                        |        |        |        |
|  |                      |                      | CD Jorge Wilstermann | CD Jorge Wilstermann | 1             | 0             |              |              |              |              |  |  |                        |        |        |        |
|  | Royal Pari FC        | Royal Pari FC        | CD Jorge Wilstermann | CD Jorge Wilstermann | 1             | 0             | 0            | 2            |              |              |  |  |                        |        |        |        |
|  | Royal Pari FC        | Royal Pari FC        |                      |                      |               |               |              |              |              |              |  |  |                        |        |        |        |
|  | Club Blooming        | Club Blooming        | 0                    | 1                    |               |               |              |              |              |              |  |  |                        |        |        |        |
|  | Club Blooming        | Club Blooming        | 0                    | 1                    | Royal Pari FC | Royal Pari FC | 0            | 2            |              |              |  |  |                        |        |        |        |
|  |                      |                      |                      |                      | Royal Pari FC | Royal Pari FC | 0            | 2            |              |              |  |  |                        |        |        |        |
|  |                      |                      | CD Jorge Wilstermann | CD Jorge Wilstermann | 2             | 1             |              |              |              |              |  |  |                        |        |        |        |
|  | CD Jorge Wilstermann | CD Jorge Wilstermann | CD Jorge Wilstermann | CD Jorge Wilstermann | 2             | 1             | 1            | 2            |              |              |  |  |                        |        |        |        |
|  | CD Jorge Wilstermann | CD Jorge Wilstermann |                      |                      |               |               |              | 2            |              |              |  |  |                        |        |        |        |
|  | The Strongest        | The Strongest        | 2                    | 0                    |               |               |              |              |              |              |  |  |                        |        |        |        |
|  | The Strongest        | The Strongest        | 2                    | 0                    |               |               |              |              |              |              |  |  |                        |        |        |        |
|  |                      |                      |                      |                      |               |               |              |              |              |              |  |  |                        |        |        |        |

- () score des tirs au but